# Hans Eberspächer
Hans Eberspächer (* 15. April 1943 in Stuttgart; † 7. Oktober 2014 in Heidelberg) war ein deutscher Psychologe, Sportlehrer und Sportwissenschaftler, der vor allem durch seine Arbeitsschwerpunkte in der Beanspruchungs- und Regenerationsforschung mit Trainingskonzepten der mentalen Handlungsregulation im Hochleistungssport bekannt wurde. Er galt als führender Vertreter seiner Fachbereiche und als Vorreiter der angewandten Sportpsychologie. Er war Herausgeber und Autor von 15 Büchern.

## Leben und Wirken
Hans Eberspächer studierte in Köln, schloss dort als Diplom-Sportlehrer an der Deutschen Sporthochschule und als Diplom-Psychologe an der Universität zu Köln ab. Er promovierte dort 1971 an der Mathematischen und Naturwissenschaftlichen Fakultät zum Dr. rer. nat., gefolgt von Habilitation und einem Ruf als Professor an die Universität Frankfurt.
1976 war Hans Eberspächer in Montreal bei den Olympischen Sommerspielen offiziell akkreditierter Sportpsychologe der deutschen Olympiamannschaft.
Eberspächer war in verschiedenen Gremien aktiv. Unter anderem war er von 1977 bis 1985 als Gründungsmitglied und Mitglied des Vorstands der Deutschen Vereinigung für Sportwissenschaft (dvs) und von 1985 bis 1989 als Mitglied des Vorstands der Arbeitsgemeinschaft für Sportpsychologie in Deutschland (asp) tätig. Nicht zuletzt mit der Initiierung der Zentralen Koordination Sportpsychologie (ZKS) des Deutschen Olympischen Sportbundes (DOSB) im Jahre 2003 hat Eberspächer einen Anteil an der Etablierung der Sportpsychologie als Institution.
Viele Jahre lang arbeitete Eberspächer mit Profisportlern, Nationalmannschaften und Trainern zusammen, um sie auf Sportwettbewerbe vorzubereiten.
Hans Eberspächer war bis zuletzt selbst aktiver Sportler. In seiner Jugend war er Leichtathlet und Handballer.
Eberspächer war Professor an der Universität Frankfurt, bis er 1978 einen Ruf an die Ruprecht-Karls-Universität Heidelberg erhielt und dort bis 2007 Professor für Sportpsychologie am Institut für Sport und Sportwissenschaft war. Die Schwerpunkte seines wissenschaftlichen Interesses waren die Themenbereiche „Stress und Beanspruchung“, „Belastung“ und „Regeneration“, „kognitives Fertigkeitstraining“ und hierbei insbesondere das Mentale Training. Die Anwendung des Mentalen Trainings auch außerhalb des Sports, in Bereichen, in denen unter Druckbedingungen erfolgreich agiert werden muss, ist auch unter anderem auf sein Wirken zurückzuführen.
Seine wissenschaftliche Arbeit schlug sich in vielen Publikationen nieder. Die meisten seiner Werke sind nicht nur für den wissenschaftlich interessierten Leser geschrieben, wodurch die sportpsychologischen Inhalte einer breiten Lesergruppe zugänglich gemacht werden. Sein 1982 veröffentlichtes Standardwerk „Sportpsychologie“ wurde eines der meistgelesenen Bücher des Fachgebietes. Mit seinem letzten Buch „Motorradfahren – mental trainiert“ hinterließ er ein praxisorientiertes Standardwerk für die Motorsportler.

## Werke (Auswahl)
- Sportpsychologie. Reinbek 1993, Rowohlt Verlag, 5. Auflage
- Psychologisches Aufbautraining nach Sportverletzungen. München 1994, BLV (mit H.-D. Hermann)
- Handlexikon Sportwissenschaft. Reinbek 2002, Rowohlt Verlag, 2. Auflage
- Mentales Gehtraining. Heidelberg 2003, Springer Verlag (mit J. Mayer und P. Görlich)
- Mentales Training – Das Handbuch für Trainer und Sportler. München 2007, Copress, 7. Auflage
- Ressource Ich – Stressmanagement in Beruf und Alltag. München 2009, Carl Hanser, 3. Auflage
- Gut sein, wenn´s drauf ankommt – Von Top-Leistern lernen. München 2011, Carl Hanser, 3. Auflage
- Motorradfahren mental trainiert. Stuttgart 2012, Motorbuch, 2. Auflage